# Tom Sizemore
Thomas Edward Sizemore Jr. (n. 29 noiembrie 1961, Detroit, Michigan, SUA – d. 3 martie 2023, Burbank, California, SUA) a fost un actor și producător de film american. Este cel mai cunoscut pentru rolurile sale secundare din filme ca Născut pe 4 iulie (1989), Harley Davidson and the Marlboro Man (1991), Passenger 57 (1992), True Romance (1993), Natural Born Killers (1994), Strange Days (1995), Heat (1995), Saving Private Ryan (1998), Red Planet (2000), Black Hawk Down (2001) sau Pearl Harbor (2001) sau pentru interpretarea vocii lui Sonny Forelli în jocul video Grand Theft Auto: Vice City. A murit în 2023.

## Filmografie

### Film
| An   | Titlu                                                 | Rol                             | Note           |
| ---- | ----------------------------------------------------- | ------------------------------- | -------------- |
| 1989 | Lock Up                                               | Dallas                          |                |
| 1989 | Rude Awakening                                        | Ian                             |                |
| 1989 | Penn & Teller Get Killed                              | 2nd Mugger                      |                |
| 1989 | Născut pe 4 iulie                                     | Vet #1                          |                |
| 1990 | A Matter of Degrees                                   | Zeno Stefanos                   |                |
| 1990 | Blue Steel                                            | Wool Cap                        |                |
| 1991 | Flight of the Intruder                                | "Boxman"                        |                |
| 1991 | Guilty by Suspicion                                   | Ray Karlin                      |                |
| 1991 | Point Break                                           | DEA Agent Deets                 |                |
| 1991 | Harley Davidson and the Marlboro Man                  | Chance Wilder                   |                |
| 1991 | Where Sleeping Dogs Lie                               | Eddie Hale                      |                |
| 1992 | Love Is Like That                                     | Lenny                           |                |
| 1992 | An American Story                                     | Jesse Meadows                   | Film TV        |
| 1992 | Passenger 57                                          | Sly Delvecchio                  |                |
| 1993 | Watch It                                              | Danny                           |                |
| 1993 | Heart and Souls                                       | Milo Peck                       |                |
| 1993 | True Romance                                          | Detectiv Cody Nicholson         |                |
| 1993 | Striking Distance                                     | Danny Detillo                   |                |
| 1994 | Wyatt Earp                                            | Bat Masterson                   |                |
| 1994 | Natural Born Killers                                  | Detective Jack Scagnetti        |                |
| 1995 | Strange Days                                          | Max Peltier                     |                |
| 1995 | Devil in a Blue Dress                                 | DeWitt Albright                 |                |
| 1995 | Heat                                                  | Michael Cheritto                |                |
| 1997 | The Relic                                             | Lieutenant Vincent D'Agosta     |                |
| 1998 | Witness to the Mob                                    | John Gotti                      | Film TV        |
| 1998 | Saving Private Ryan                                   | Technical Sergeant Mike Horvath |                |
| 1998 | Enemy of the State                                    | Paulie Pintero, Mob Boss        |                |
| 1999 | The Florentine                                        | Teddy                           |                |
| 1999 | The Match                                             | "Buffalo"                       |                |
| 1999 | Bringing Out the Dead                                 | Tom Wolls                       |                |
| 1999 | Witness Protection                                    | Bobby "Bats" Batton             | Film TV        |
| 1999 | Play It to the Bone                                   | Joe Domino                      |                |
| 2000 | Get Carter                                            | Les Fletcher (voice)            |                |
| 2000 | Red Planet                                            | Dr. Quinn Burchenal             |                |
| 2001 | Pearl Harbor                                          | Sergeant Earl Sistern           |                |
| 2001 | Ticker                                                | Detective Ray Nettles           |                |
| 2001 | Black Hawk Down                                       | Colonel Danny McKnight          |                |
| 2002 | Sins of the Father                                    | Tom Cherry                      | Film TV        |
| 2002 | Big Trouble                                           | "Snake" Dupree                  |                |
| 2002 | Swindle                                               | Seth George                     |                |
| 2002 | Welcome to America                                    | Zach                            |                |
| 2003 | Pauly Shore Is Dead                                   | Himself                         |                |
| 2003 | Dreamcatcher                                          | Lieutenant Owen Underhill       |                |
| 2004 | Paparazzi                                             | Rex Harper                      |                |
| 2004 | Hustle                                                | Pete Rose                       | Film TV        |
| 2005 | The Nickel Children                                   | Freedo                          |                |
| 2005 | Piggy Banks                                           | Dad                             |                |
| 2005 | No Rules                                              | Kain Diamond                    |                |
| 2006 | Zyzzyx Road                                           | Joey                            |                |
| 2006 | Ring Around the Rosie                                 | Pierce                          | Video          |
| 2006 | Shut Up and Shoot!                                    | Himself                         |                |
| 2006 | Splinter                                              | Detective Cunningham            |                |
| 2006 | The Genius Club                                       | Armand                          |                |
| 2007 | White Air                                             | Steve                           |                |
| 2007 | Bottom Feeder                                         | Vince Stoker                    |                |
| 2007 | Oranges                                               | Burt                            |                |
| 2007 | Protecting the King                                   | Ronnie                          |                |
| 2007 | Furnace                                               | Frank Miller                    |                |
| 2007 | A Broken Life                                         | Max                             |                |
| 2008 | American Son                                          | Dale                            |                |
| 2008 | The Flyboys                                           | Angelo Esposito                 |                |
| 2008 | Red                                                   | Michael McCormack               |                |
| 2008 | The Acquirer                                          | Arthur                          |                |
| 2008 | The Last Lullaby                                      | Price                           |                |
| 2008 | Stiletto                                              | "Large" Bills                   |                |
| 2008 | Toxic                                                 | Van Sant                        |                |
| 2009 | Commute                                               | God                             |                |
| 2009 | Super Capers                                          | Roger Cheatem                   |                |
| 2009 | The Grind                                             | Chuck                           |                |
| 2009 | Angels and Fire                                       | Mack Fogg                       | Scurtmetraj    |
| 2009 | 21 and a Wake-Up                                      | Jack Breedlau                   |                |
| 2009 | Double Duty                                           | Craig                           |                |
| 2010 | Big Money Rustlas                                     | Himself                         |                |
| 2010 | Shadows in Paradise                                   | Colonel Bunker                  |                |
| 2010 | The Auctioneers                                       | Abel                            |                |
| 2010 | Corrado                                               | Paolo Spinello                  |                |
| 2010 | P Lo's House                                          | Himself                         | Film TV        |
| 2011 | Good God Bad Dog                                      | Ezra Mann                       | Scurtmetraj    |
| 2011 | Black Gold                                            | Detective Brandano              |                |
| 2011 | Cellmates                                             | Leroy Lowe                      |                |
| 2011 | Cross                                                 | Detective Nitti                 | Video          |
| 2011 | Contractor's Routine                                  | Art Professor                   |                |
| 2011 | Suing the Devil                                       | Tony "The Hip" Anzaldo          |                |
| 2011 | The Speak                                             | Doyle                           |                |
| 2011 | El Cartel de los Sapos                                | DEA Agent Sam Mathews           |                |
| 2011 | The Saints of Mt. Christopher                         | Richard Satler                  |                |
| 2012 | Slumber Party Slaughter                               | Tom Kingsford                   |                |
| 2012 | Exit Strategy                                         | Jonathan Marks                  | Film TV        |
| 2012 | El bosc                                               | Pickett                         |                |
| 2012 | Visible Scars                                         | Mike Gillis                     |                |
| 2012 | Pieces                                                | Jim                             | Scurtmetraj    |
| 2013 | Madoff: Made Off with America                         | Vito                            |                |
| 2013 | Company of Heroes                                     | Lieutenant Dean Ransom          | Video          |
| 2013 | Five Hour Friends                                     | Timothy Bonner                  |                |
| 2013 | Meth Head                                             | Sonny                           |                |
| 2013 | Chlorine                                              | Ernie                           |                |
| 2013 | Paranormal Movie                                      | Himself                         |                |
| 2013 | Before I Sleep                                        | Randy                           |                |
| 2013 | Crosshairs                                            | Jimmy Marcos                    |                |
| 2013 | Remnants                                              | General Vincent Tate            |                |
| 2013 | The Charlatan                                         | Cop                             | Scurtmetraj    |
| 2013 | Five Thirteen                                         | Glen                            |                |
| 2013 | Fake Dog Shit                                         | The Bum                         | Scurtmetraj    |
| 2014 | Auteur                                                | Himself                         |                |
| 2014 | SEAL Team 8: Behind Enemy Lines                       | Ricks                           | Video          |
| 2014 | The Drunk                                             | Bruce Frye                      |                |
| 2014 | Flashes                                               | Detective Mark Hume             |                |
| 2014 | Through the Eye                                       | Frank Rossi                     |                |
| 2014 | Murder 101                                            | FBI Agent Ridley                |                |
| 2014 | Private Number                                        | Jeff                            |                |
| 2014 | Bordering on Bad Behavior                             | Bob                             |                |
| 2014 | Where I Come From                                     | Tom                             | Scurtmetraj    |
| 2014 | Dark Haul                                             | Knicks                          | Film TV        |
| 2014 | Reach Me                                              | Frank                           |                |
| 2014 | The Age of Reason                                     | Robert                          |                |
| 2015 | 24 Hours                                              | Damian White                    |                |
| 2015 | The Intruders                                         | Howard Markby                   |                |
| 2015 | Laugh Killer Laugh                                    | Orphanage Headmaster            |                |
| 2015 | Terms & Conditions                                    | "El Viejo"                      |                |
| 2015 | 6 Ways to Die                                         | Mike Jones                      |                |
| 2015 | Night of the Living Dead: Darkest Dawn                | Chief McClelland (voice)        |                |
| 2015 | If I Tell You I Have to Kill You                      | Dr. Richard Baum                |                |
| 2015 | Exit Strategy                                         | Jonathan Marks                  | Film TV        |
| 2015 | Collar                                                | Chief Hamilton Markham          |                |
| 2016 | Clandestine                                           | Assemblyman Dean Bada           |                |
| 2016 | Durant's Never Closes                                 | Jack Durant                     |                |
| 2016 | Swap                                                  | Kyle Norris                     |                |
| 2016 | Halloweed                                             | Vincent Modine                  |                |
| 2016 | Crossing Point                                        | Pedro                           |                |
| 2016 | Wolf Mother                                           | Jon                             |                |
| 2016 | Hunting Season                                        | Nick                            |                |
| 2016 | Traded                                                | Lew Crawford / Lavoie           |                |
| 2016 | The Bronx Bull                                        | Tony                            |                |
| 2016 | Beyond Valkyrie: Dawn of the 4th Reich                | Master Sergeant O'Malley        |                |
| 2016 | USS Indianapolis: Men of Courage                      | Chief Petty Officer McWhorter   |                |
| 2016 | Better Criminal                                       | Sergeant Mike Martin            |                |
| 2016 | Calico Skies                                          | Phoenix                         |                |
| 2017 | Secrets of Deception                                  | Eddie Green                     |                |
| 2017 | Cross Wars                                            | Detective Frank Nitti           |                |
| 2017 | Joe's War                                             | Captain Vickers                 |                |
| 2017 | Atomica                                               | Darius Zek                      |                |
| 2017 | Misirlou                                              | Colonel Rich "Big Rich"         |                |
| 2017 | The Immortal Wars                                     | "Bloodshed"                     |                |
| 2017 | The Assault                                           | Detective Gary Broza            |                |
| 2017 | Bad Frank                                             | Mickey Duro                     |                |
| 2017 | College Ball                                          |                                 |                |
| 2017 | Mark Felt: The Man Who Brought Down the White House   | FBI Agent Bill Sullivan         |                |
| 2017 | The Slider                                            | Nurse                           |                |
| 2017 | A Chance in the World                                 | John Sykes                      |                |
| 2017 | I Believe                                             | Don Carlo                       |                |
| 2017 | Blood Circus                                          | Detective Jake Dawson           |                |
| 2017 | Radical                                               | CIA Agent McKitrick             |                |
| 2017 | Beautiful Flowers                                     | High Priest                     | Scurtmetraj    |
| 2018 | The Second Coming of Christ                           | Larry                           |                |
| 2018 | The Litch                                             | Giovanni Moretti                |                |
| 2018 | Unkillable                                            | Mr. Gilliam                     |                |
| 2018 | The Martyr Maker                                      | CIA Agent Terry Davis           |                |
| 2018 | Black Wake                                            | Detective Michaels              |                |
| 2018 | Speed Kills                                           | Dwayne Franklin                 |                |
| 2018 | Dead Ringer                                           | Boyd Dennison                   |                |
| 2018 | Prepper's Grove                                       |                                 |                |
| 2018 | Nazi Overlord                                         | Colonel Forrester               |                |
| 2018 | Exit 14                                               | Roy                             |                |
| 2018 | The Debt                                              | Richie                          | Scurtmetraj    |
| 2018 | Ole Bryce                                             | Dr.Bryce                        |                |
| 2019 | Wish Man                                              | Sergeant Mason                  |                |
| 2019 | Myra                                                  | "Coco" Lewandowski              |                |
| 2019 | Hell to Pay                                           | Sabbath                         | Scurtmetraj    |
| 2019 | Hell Girl                                             | Jebidiha                        |                |
| 2019 | The Pining                                            | Father William                  |                |
| 2019 | Killing Me                                            |                                 | Scurtmetraj    |
| 2019 | 7 Deadly Sins                                         | Richard Gates                   |                |
| 2019 | I Am Not for Sale: The Fight to End Human Trafficking | Doctor                          |                |
| 2019 | John Wynn's Mirror Mirror                             | Callahan Wilson                 |                |
| 2019 | Abstruse                                              | Max London                      |                |
| 2019 | Cross 3                                               | Detective Frank Nitti           |                |
| 2020 | Adam                                                  | "Lucky"                         |                |
| 2020 | The Runners                                           | Pastor Dave Twiss               |                |
| 2020 | Monster Hunters                                       | Colonel Mayweather              |                |
| 2020 | Nowheresville                                         | Preacher                        |                |
| 2020 | Apocalypse of Ice                                     | Reggie                          |                |
| 2020 | C.L.E.A.N.                                            | Mr. Wilkens, The Manager        |                |
| 2020 | Hell Hole                                             | Roscoe                          |                |
| 2021 | When Devils Play                                      | Don Gennaro                     | Scurtmetraj    |
| 2021 | Narco Sub                                             | DEA Agent-In-Charge Craig Ford  |                |
| 2021 | Central Park Dark                                     | Thomas Winters                  |                |
| 2021 | Alien Conquest                                        | General Reed                    |                |
| 2021 | Monstrous: Interview with a Killer                    | Gabriel Light                   |                |
| 2021 | The Trouble                                           | Bob Carter                      |                |
| 2021 | Megalodon Rising                                      | Commander Moore                 |                |
| 2021 | Hustle Down                                           | Cully                           |                |
| TBA  | The Getter                                            | Moe "Cadillac"                  | Post-productie |
| TBA  | Made Vicious                                          | Victor                          | Post-productie |
| TBA  | The Legend Of Jack And Diane                          |                                 | [ 7 ]          |
| TBA  | The Electric man                                      | Jace                            |                |

### Televiziune
| An      | Titlu                                | Rol                       | Note                                               |
| ------- | ------------------------------------ | ------------------------- | -------------------------------------------------- |
| 1989    | Gideon Oliver                        | Paul Slocum               | Episodul: "Sleep Well, Professor Oliver"           |
| 1989–90 | China Beach                          | Sergeant Vinnie Ventresca | Rol secundar: sezonul 3                            |
| 1990    | Against the Law                      | Rainey Fults              | Episodul: "Contempt"                               |
| 2002    | Justice League                       | Metamorpho (voice)        | Episodul: "Metamorphosis: Part I & II"             |
| 2002–03 | Robbery Homicide Division            | Lieutenant Sam Cole       | Rol principal                                      |
| 2004–06 | Dr. Vegas                            | Vic Moore                 | Rol principal                                      |
| 2007    | Superstorm                           | Katzenberg                | Rol principal                                      |
| 2008    | CSI: Miami                           | Kurt Rossi                | Episodul: "Down to the Wire"                       |
| 2008–09 | Crash                                | Detective Adrian Cooper   | Rol principal: Season 1                            |
| 2009    | Southland                            | Timmy Davis               | Episodul: "See the Woman"                          |
| 2010    | Celebrity Rehab with Dr. Drew        | Himself                   | Rol principal: Season 3                            |
| 2010    | Celebrity Rehab Presents Sober House | Himself                   | Rol principal: Season 2                            |
| 2010    | Entourage                            | Himself                   | Episodul: "Tequila Sunrise"                        |
| 2010    | It's Always Sunny in Philadelphia    | Truck Driver              | Episodul: "The Gang Gets Stranded in the Woods"    |
| 2011–12 | Hawaii Five-0                        | Captain Vince Fryer       | Rol secundar: sezonul 2                            |
| 2012    | Perception                           | Bobby Lonergan            | Episodul: "Nemesis"                                |
| 2012–15 | Law & Order: Special Victims Unit    | Lewis Hoda                | Episodul: "Manhattan Vigil" & "Depravity Standard" |
| 2014–15 | The Red Road                         | Jack Kopus                | Rol secundar                                       |
| 2016    | Lucifer                              | Hank Cutter               | Episodul: "Favorite Son"                           |
| 2016    | Undercover                           | Captain Rogers            | Episodul: "Is It Really What It Appears to Be?"    |
| 2016–17 | Shooter                              | Hugh Meachum              | Rol secundar: sezonul 1                            |
| 2017    | Twin Peaks                           | Anthony Sinclair          | Rol secundar                                       |
| 2021    | Barbee Rehab                         | Dr. Tom                   | Rol principal                                      |

### Jocuri video
| An   | Titlu                       | Rol           |
| ---- | --------------------------- | ------------- |
| 2002 | Grand Theft Auto: Vice City | Sonny Forelli |
| 2006 | 24: The Game                | Sid Wilson    |